# Safiran Airlines
Safiran Airlines (هواپیمايی سفیران) fue una aerolínea de carga con base en Teherán, Irán. Estaba especializada en vuelos chárter internacionales de carga, específicamente en exportaciones, handling y alquiler de aviones con tripulación cuando se precisaba.
La aerolínea fue fundada en 1988 y comenzó a operar en 1990. Cesó sus operaciones en 2013.

## Flota histórica
La flota de Safiran Airlines incluía las siguientes aeronaves:
| Aeronaves      | Total | Introducido | Retirado | Matrículas              |
| -------------- | ----- | ----------- | -------- | ----------------------- |
| Antonov An-140 | 3     | 2001        | 2008     | EP-SFD, EP-SFE y EP-SFF |
| Boeing 737-300 | 1     | 2005        | 2006     | TC-TJB                  |
| Ilyushin Il-76 | 2     | 2000        | 2001     | EP-SFA y EP-SFB         |